# Nachéz Tivadar
Nachéz  Tivadar (Pest, 1859. május 1. – 1930. május 29. Lausanne, Svájc) magyar hegedűművész, zeneszerző, Londonban és Európa-szerte ünnepelt virtuóz volt.

## Életpályája
Tanára a Nemzeti Színház koncertmestere volt, majd Liszt Ferenc ajánlására Berlinben Joachim Józsefnél tökéletesítette játékát, később Hubert Léonardnál Párizsban.
A Bayreuthi Ünnepi Játékok alapításakor már koncertezett, 1881-ben Hamburgban debütált, majd első angliai fellépése a Londoni Kristálypalotában 1881. április 9-én volt, ettől kezdődően az Egyesült Királyságban és Európában folyamatosan adott koncertjein briliáns technikájával nagy feltűnést keltett, de Pesten is hangversenyt adott 1892-ben. Megemlítik a Royal Philharmonic Society által szervezett koncerteken a londoni St. James's Hallban 1884 és 1887 között fellépő neves szólisták között is, de George Bernard Shaw is, 1889. szeptemberi koncertjéről Corno di Bassetto néven sajátos hangvételű zenekritikáiban számol be:
” .. játéka rendkívül könnyed  Raff  Cavatinája előadásakor, mintha egyáltalán nem ismerné a technikai nehézségeket... a ráadásban egy bravúros darabot olyan gyorsan játszott, amilyen gyorsan a vonót egyáltalán húzni lehet. Természetesen rendkívül rövid ideje van a megfelelő hangmagasság eltalálására, de szemlátomást kielégíti, ha negyedhangnyi pontossággal eltalálja ezeket. Megítélésem szerint viszont még a hibák is óriási értékek produkciójában...”
Később, 1890. júliusában Max Bruch Hegedűversenye előadása után Shaw kiemeli játékéban megnyilvánuló zenei intelligenciáját. A londoni Queen's Hall hivatalos megnyitója előtt, 1893-ban rendezett zártkörű koncerten már a királyi család jelenlétében lépett fel. 1907. április 17-én saját, II. Hegedűversenyét adta elő a londoni New Symphony Orchestra-rel Sir Landon Ronald vezénylete mellett.
Kották közreadásában főként régi hegedűművek kiadásával szerzett érdemeket, köztük Vivaldi, Chabran, Gaviniès , Geminiani, Nardini és Tartini művei.
Zeneszerzőként ismertebb művei hegedűre írt virtuóz kompozíciói, többek között Zigeunertänze; Polonaise, op. 26;  I. Hegedűversenye, (op. 30. e-moll);  II. Hegedűversenye (op. 36; h-moll); valamint Passacaglia egy Sammartini témára.

## Fordítás
Ez a szócikk részben vagy egészben  a   Tivadar Nachéz című angol Wikipédia-szócikk ezen változatának fordításán alapul.  Az eredeti cikk szerkesztőit annak laptörténete sorolja fel. Ez a jelzés csupán a megfogalmazás eredetét és a szerzői jogokat jelzi, nem szolgál a cikkben szereplő információk forrásmegjelöléseként.